# Villarta de San Juan (kommunhuvudort)
Villarta de San Juan är en kommunhuvudort i Spanien.   Den ligger i provinsen Provincia de Ciudad Real och regionen Kastilien-La Mancha, i den centrala delen av landet, 130 km söder om huvudstaden Madrid. Villarta de San Juan ligger 631 meter över havet och antalet invånare är 3 073.
Terrängen runt Villarta de San Juan är huvudsakligen platt, men norrut är den kuperad. Runt Villarta de San Juan är det ganska glesbefolkat, med 35 invånare per kvadratkilometer. Närmaste större samhälle är Villarrubia de los Ojos, 16,0 km väster om Villarta de San Juan. Trakten runt Villarta de San Juan består till största delen av jordbruksmark.